# Jörg Vollmar
Jörg Vollmar, auch Jörg-Friedrich Vollmar, (* 22. September 1923 in Plüderhausen; † 15. Januar 2008 in Ulm) war ein deutscher Chirurg (Gefäßchirurgie).

## Biografie
Vollmar studierte Medizin in Berlin, Würzburg und Heidelberg, unterbrochen vom Dienst im Zweiten Weltkrieg als Feldunterarzt und Kriegsgefangenschaft. Er wurde 1948 in Heidelberg promoviert und erhielt danach seine Fachausbildung als Chirurg in Heidelberg bei Karl Heinrich Bauer. 1962 habilitierte er sich in Heidelberg mit einer Arbeit über Kunststoffersatz von Arterien und wurde 1962 Oberarzt und außerordentlicher Professor in Heidelberg unter Fritz Linder. 1953/54 war er zu weiterführenden Studien in St. Gallen, 1957/58 in London, wo am St. Mary’s Hospital bei Charles Rob sein Interesse für Gefäßchirurgie entstand, und von 1965 bis 1967 bildete er sich bei Studienaufenthalten in verschiedenen kardiovaskulären Zentren in den USA und England fort (und besuchte auch Südamerika). Er verschaffte der Gefäßchirurgie in Heidelberg in den 1960er Jahren einen internationalen Ruf. Von 1970 bis 1991 war er ordentlicher Professor für Thorax- und Gefäßchirurgie an der neu gegründeten Universität Ulm auf dem ersten Lehrstuhl in Deutschland für das Spezialgebiet Gefäßchirurgie.
Vollmar war für seine Rolle der Etablierung der Gefäßchirurgie in Deutschland bekannt. Er setzte dabei auf interdisziplinäre Zusammenarbeit mit Internisten (so forderte er schon 1974 die Einrichtung angiologisch-gefäßchirurgischer Zentren) und gründete die Sektion Gefäßchirurgie in der Deutschen Gesellschaft für Chirurgie.
Er entwickelte und verbesserte verschiedene gefäßchirurgische Techniken wie die intraoperative Gefäßendoskopie, Entwicklung neuer Gefäßprothesen für Venen und Arterien sowie die Ausschälplastik von Arterien.
Von 1986 bis 1988 war er Präsident der European Society for Cardiovascular Surgery.
Eine nach ihm benannte Stiftung vergibt seit 2010 den Jörg-Vollmar-Preis für Nachwuchschirurgen in den Bereichen Gefäßchirurgie und Gefäßmedizin und Geschichte der Chirurgie.
Er war an Medizinhistorie interessiert und befasste sich mit Johannes Scultetus, der 1625 bis 1645 Stadtphysikus in Ulm war und ein (auf Initiative von Vollmar nachgedrucktes) deutschsprachiges chirurgisches Lehrbuch (Wundarzneyisches Zeughaus, 1666) verfasste, eine Übersetzung seines lateinischen Armamentarium chirurgicum von 1653.

## Schriften
- Rekonstruktive Chirurgie der Arterien, Stuttgart: Georg Thieme 1967, 4. Auflage 1996 (auch ins Englische, Italienische und Spanische übersetzt)